# Борское (Самарская область)
Бо́рское — село в Самарской области России. Центр Борского района.
Расположено в восточной части Самарской области. Железнодорожная станция Неприк на участке Кинель — Оренбург Ташкентского железнодорожного хода.

## Инфраструктура
В селе мало мест для отдыха, но всё же есть. Местный парк, сквер имени Аксакова, Аллея славы и местный стадион.

## История
Село Борское образовано в XVIII веке с возникновением Борской крепости. В 1918 году жители села принимали участие в «податном бунте», отказываясь платить большие подати.
Административно входило входило в состав Бузулукского уезда Самарской губернии]].
В Красную Армию были призваны свыше 800 человек, не вернулись около 470. В августе-октябре 1941 года на территории района был сформирован 1183-й стрелковый полк 356-й стрелковой дивизии. В район эвакуировали Ейское военно-морское авиационное училище. Для детей из Белоруссии, Ленинграда и других мест открыли детский дом, просуществовавший до 1954 года.

## Население

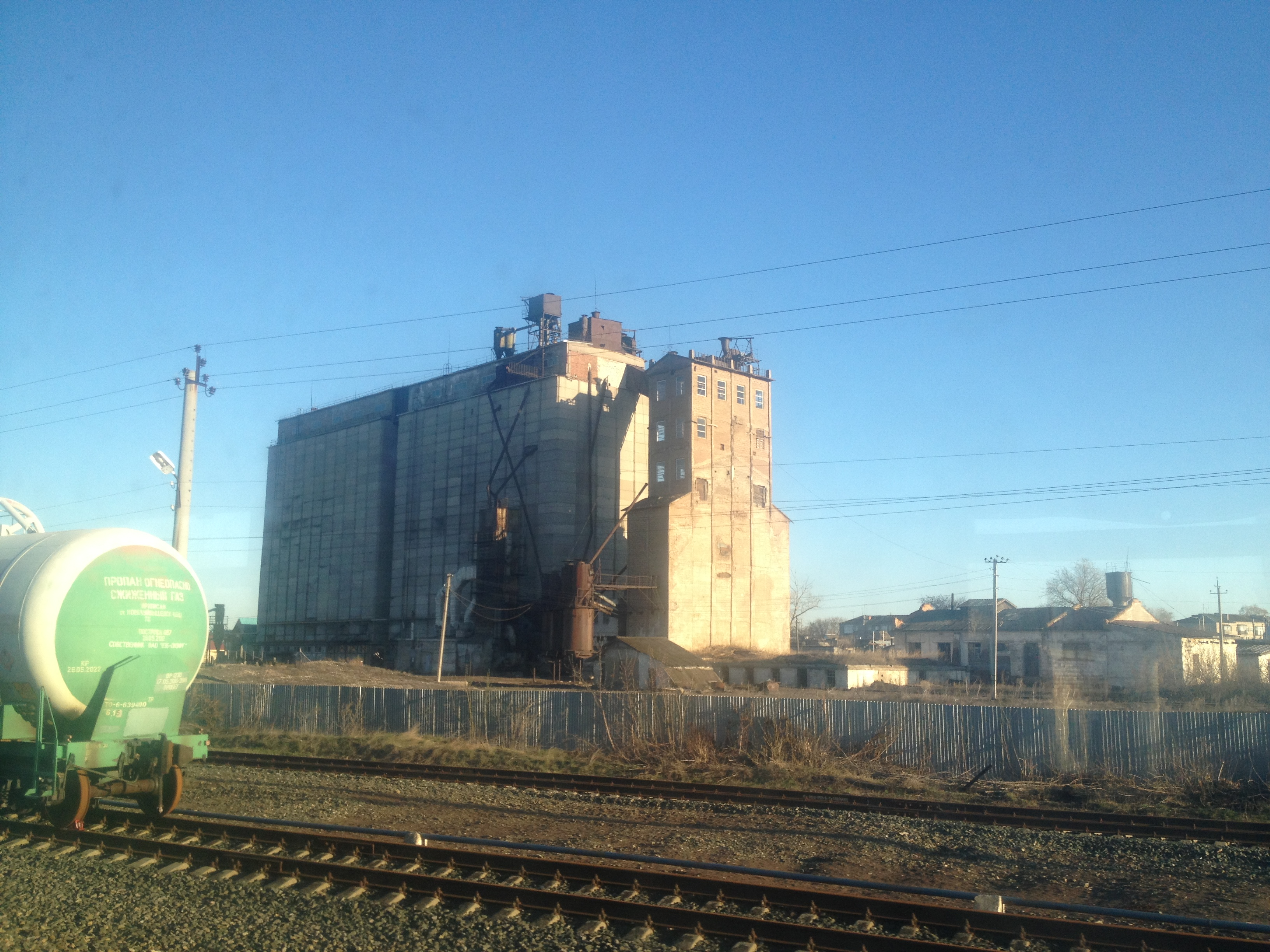
Элеватор

| 1959 | 1970  | 1979  | 1989  | 2002  | 2010  | 2021  |
| ---- | ----- | ----- | ----- | ----- | ----- | ----- |
| 6618 | ↗8919 | ↗9402 | ↘9023 | ↗9190 | ↘8953 | ↘8916 |

## Промышленность
В селе производят одноимённую минеральную воду (ООО «БМВ»).
- Борский завод кованых изделий,
- Борский колбасный цех,
- пищекомбинат,
- хлебозавод.

## Культура
- Библиотека
- Краеведческий музей
- Борский районный дом культуры
- Семейно-досуговый центр «Виктория»

Функционирует народный хор русской народной песни и народный хор ветеранов войны и труда.

## СМИ

### Телеканалы
- Газета «Борские известия»
- Телеканал «Борское ТВ» (сетевой партнёр — Россия 1)

### Радиовещание
- 73,04 УКВ — Радио России / ГТРК Самара (Молчит)
- 96,1 МГц — Радио России / ГТРК Самара
- 98,0 МГц — Радио Губерния

## Уроженцы
- Андреев Николай Григорьевич[вд] (1915—?) — партизан Великой Отечественной войны, командир 2-й Минской партизанской бригады[вд].
- Василий Семёнович Абрамов (1873—1937) — социалист-революционер (эсер), из крестьян.
- Денисов, Александр Петрович (1944—2012) — белорусский советский актёр театра и кино.
- Карякин, Василий Георгиевич (1918—1998) — Герой Советского Союза.
- Немцов, Павел Николаевич (1971—1995) — Герой Российской Федерации.
- Патрин, Алексей Фёдорович (1910—1959) — Герой Советского Союза.